# Doodler
Doodler, también conocido como Black Doodler, es el nombre con el que se apodó a un asesino en serie no identificado que se cree responsable de hasta catorce asesinatos y tres asaltos a hombres de la comunidad gay de San Francisco (California), entre enero de 1974 y septiembre de 1975. Su apodo (traducido al español como Garabateador) fue dado debido al hábito del autor de dibujar a sus víctimas antes de sus encuentros sexuales y asesinarlos mediante apuñalamiento. El autor se encontraba con sus víctimas en clubes nocturnos, bares y restaurantes del ambiente gay.
Es, junto al asesino del Zodiaco, el asesino en serie, también de identidad desconocida, que más temor produjo en la zona de San Francisco a principios de los años 1970.

## Asesinatos

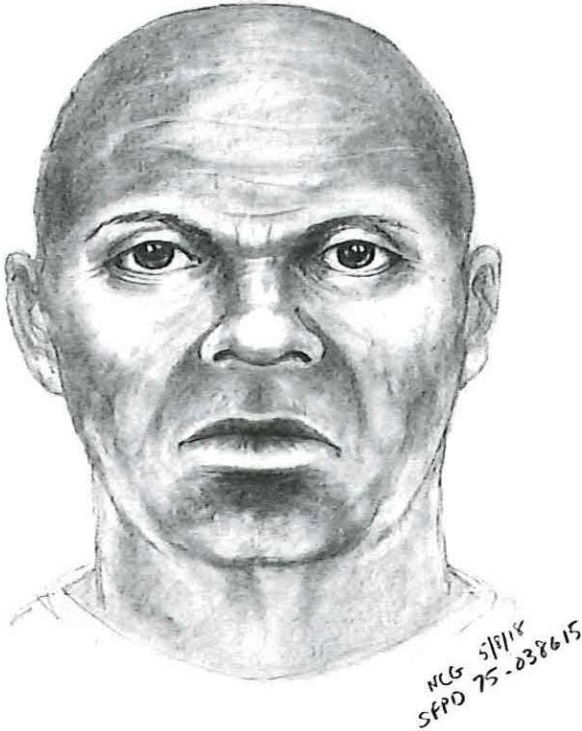
Retrato robot de Doodler con una aproximación a su edad en 2019, entre 63 y 69 años.

Se cree que pudo haber matado hasta catorce personas. Un método consistente utilizado en varios de los asesinatos fue apuñalar a las víctimas en la parte delantera y trasera de sus cuerpos. La policía teorizó que todas las víctimas habían muerto después de reunirse con el sospechoso cerca de los lugares donde se recuperaron sus cuerpos. La policía inicialmente creyó que podría haber habido hasta tres perpetradores diferentes durante las primeras etapas de la investigación.

### Gerald Cavanaugh
Se cree que Gerald Earl Cavanaugh, un inmigrante canadiense-estadounidense, fue la primera víctima del Doodler. Tenía 49 años en el momento de su asesinato, apuñalado. Su cuerpo, completamente vestido, fue localizado el 24 de enero de 1974, tumbado boca arriba en la zona de Ocean Beach, a primera hora de la mañana, pocas horas después de haber sido asesinado. La investigación determinó que se resistió, al encontrarse evidencias y heridas defensivas. Inicialmente no fue identificado, siendo conocido temporalmente como "John Doe # 7" por el médico forense. Era un hombre soltero sin antecedentes y del que se conocían pocos detalles sobre su vida personal.

### Joseph "Jae" Stevens
Joseph Stevens, conocido por el apodo de "Jae", fue descubierto por una mujer que caminaba por la ribera del lago Spreckels, ubicado en el Golden Gate Park de San Francisco el 25 de junio de 1974. Tenía 27 años y trabajaba en un club nocturno como dragqueen y comediante. Los oficiales sospecharon que Stevens estaba vivo en el momento en que había llegado al lago Spreckels, posiblemente transportándose al área con su asesino.

### Klaus Christmann
Klaus Christmann, un inmigrante germano-estadounidense, fue descubierto por una mujer que paseaba a su perro el 7 de julio de 1974. Su muerte había sido algo más violenta que los asesinatos anteriores porque tenía muchas más puñaladas que Stevens y había sufrido cortes en la garganta varias veces. El cuerpo estaba completamente vestido. Fue un cambio de patrón, pues Christman era el único hasta entonces que se sabía que estaba casado y tenía hijos. El hecho de que tuviera en su poder un tubo de maquillaje cuando se encontró su cadáver, sugirió a la policía que era un hombre gay "en el armario". Permaneció sin identificar brevemente mientras la policía investigaba los casos, que ya creían que estaban relacionados después del tercer asesinato. Christmann fue enterrado en su país natal.

### Frederick Capin
El cadáver de Frederick Elmer Capin, de 32 años, fue descubierto el 12 de mayo de 1975. Había sido apuñalado, como las otras víctimas, muriendo por las punzadas que recibió en la aorta. Se cree que su cuerpo había sido movido aproximadamente metros, como indicaron los disturbios en la arena cercana. Capin fue identificado a través de sus huellas dactilares cuando coincidieron con las que tenía clasificadas el Estado debido a su ocupación como enfermero. También había servido en la Marina de los Estados Unidos, siendo combatiente en la Guerra de Vietnam.

### Harald Gullberg
Harald Gullberg, de 66 años, era un inmigrante sueco-estadounidense cuyo cuerpo fue descubierto el 4 de junio de 1975 en avanzado estado de descomposición después de haber fallecido dos semanas antes en Lincoln Park. Sigue siendo un poco inconsistente con los otros homicidios porque era mucho mayor que los demás. Su ropa interior había sido llevada por su asesino y sus pantalones estaban desabrochados. Se cree que Gullberg fue la última víctima del Doodler. Mientras permaneció sin identificar, fue conocido como "John Doe # 81".

## Investigación

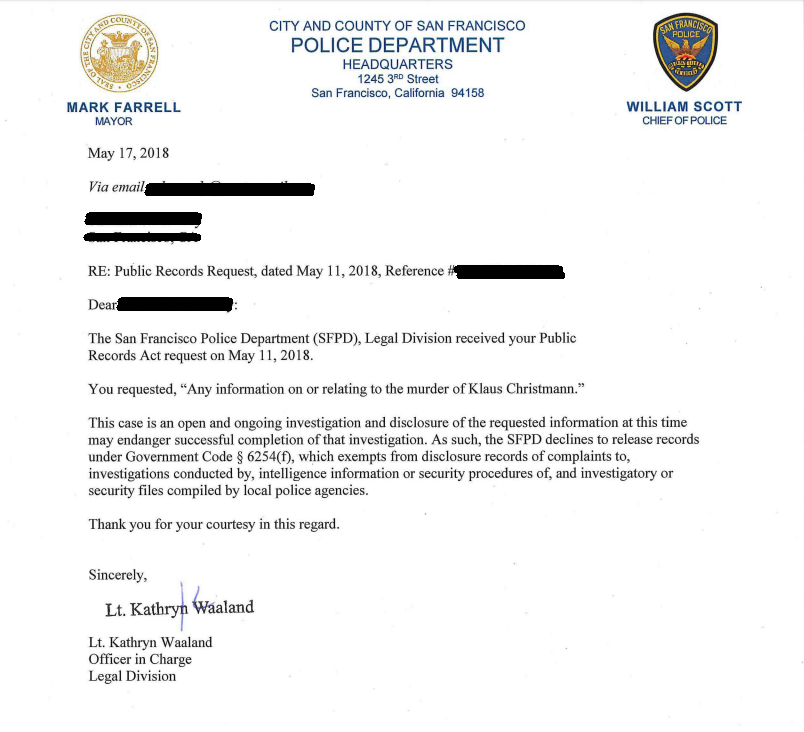
Carta de la División Legal del SFPD que detalla que el caso aún está activo.

La policía interrogó a un joven como sospechoso de asesinato en el caso, pero no pudo proceder con cargos penales porque las tres víctimas supervivientes se negaban a declarar públicamente en su contra en el tribunal. Entre los supervivientes apuñalados se encontraba un "artista conocido" y un diplomático. El sospechoso cooperó con la policía durante su entrevista, pero nunca admitió su culpa por los asesinatos y ataques. Los oficiales declararon que creían firmemente que el hombre en cuestión era responsable de los crímenes, pero nunca fue juzgado o condenado debido a la negativa de los testigos a comparecer ante el tribunal. Hasta la fecha, el sospechoso nunca ha sido nombrado públicamente ni detenido.
Otros dos posibles sospechosos surgieron en 1977 después de que un par de hombres de Redondo Beach y Riverside (ambas en California) fueran arrestados e interrogados bajo sospecha de asesinatos con circunstancias similares, aproximadamente 28 que ocurrieron después de "encuentros homosexuales".
En mayo de 2018 el caso seguía abierto y en curso para el Departamento de Policía de San Francisco. Los avances tecnológicos en la criminología y la investigación mediante ADN llevó a la policía a volver a examinar las pruebas y las evidencias del caso, buscando posibles flecos que se pasaran por alto. En febrero de 2019, la policía ofrecía una recompensa de 100.000 dólares a cualquier persona que pudiera aportar información que condujera al arresto del asesino, publicándose un boceto revisado que muestra cómo podría verse cuatro décadas después.

## Repercusión
En el momento de los asesinatos, el activista Harvey Milk expresó públicamente su empatía por las víctimas que se negaron a hablar con la policía, declarando: "Entiendo su posición. Respeto la presión que la sociedad ha ejercido sobre ellas". Milk explicó que los tres hombres probablemente temían perjudicar su relaciones con la familia y el lugar de trabajo, y dijo que creía que "del 20% al 25%" de los 85.000 hombres homosexuales en San Francisco estaban encerrados en el armario y no habían revelado su sexualidad.

## En la cultura popular
El 19 de febrero de 2019, el sitio web Deadline anunció que la historia de Doodler había copado el interés por ser llevada a la pequeña pantalla como una serie dramática, sonando el guionista británico Ryan J. Brown como su principal escritor y bajo el piraguas de la productora Ugly Duckling Films. No obstante, dichas premisas no se terminaron de cumplir, y el proyecto cayó en el olvido.